# Single numer jeden w roku 1982 (Japonia)
Notowanie Weekly Singles Chart (jap. 週間シングルチャート Shūkan Shinguru Chāto) przedstawia najlepiej sprzedające się single w Japonii. Publikowane jest ono przez magazyn Oricon Style, a dane kompletowane są przez Oricon w oparciu o cotygodniowe wyniki sprzedaży fizycznej singli. Poniżej znajdują się tabele prezentujące najpopularniejsze single w danych tygodniach w roku 1982.

## Oricon Weekly Singles Chart
| Data            | Utwór                                                      | Wykonawca                            | Źródło |
| --------------- | ---------------------------------------------------------- | ------------------------------------ | ------ |
| 4 stycznia      | „Sailor fuku to kikanjū” (jap. セーラー服と機関銃)         | Hiroko Yakushimaru                   | [ 1 ]  |
| 11 stycznia     | „Sailor fuku to kikanjū” (jap. セーラー服と機関銃)         | Hiroko Yakushimaru                   | [ 1 ]  |
| 18 stycznia     | „Sailor fuku to kikanjū” (jap. セーラー服と機関銃)         | Hiroko Yakushimaru                   | [ 1 ]  |
| 25 stycznia     | „Jōnetsu☆Neppū☽Serenade” (jap. 情熱☆熱風☽せれなーで)       | Masahiko Kondō                       | [ 1 ]  |
| 1 lutego        | „Jōnetsu☆Neppū☽Serenade” (jap. 情熱☆熱風☽せれなーで)       | Masahiko Kondō                       | [ 1 ]  |
| 8 lutego        | „Akai Sweet Pea” (jap. 赤いスイートピー)                   | Seiko Matsuda                        | [ 1 ]  |
| 15 lutego       | „Akai Sweet Pea” (jap. 赤いスイートピー)                   | Seiko Matsuda                        | [ 1 ]  |
| 22 lutego       | „Akai Sweet Pea” (jap. 赤いスイートピー)                   | Seiko Matsuda                        | [ 1 ]  |
| 1 marca         | „Kokoro no iro” (jap. 心の色)                              | Masatoshi Nakamura                   | [ 1 ]  |
| 8 marca         | „Kokoro no iro” (jap. 心の色)                              | Masatoshi Nakamura                   | [ 1 ]  |
| 15 marca        | „Kokoro no iro” (jap. 心の色)                              | Masatoshi Nakamura                   | [ 1 ]  |
| 22 marca        | „Kokoro no iro” (jap. 心の色)                              | Masatoshi Nakamura                   | [ 1 ]  |
| 29 marca        | „Kokoro no iro” (jap. 心の色)                              | Masatoshi Nakamura                   | [ 1 ]  |
| 5 kwietnia      | „Ikenai Rouge Magic” (jap. い・け・な・いルージュマジック) | Kiyoshiro Imawano i Ryūichi Sakamoto | [ 1 ]  |
| 12 kwietnia     | „Furarete BANZAI” (jap. ふられてBANZAI)                    | Masahiko Kondō                       | [ 1 ]  |
| 19 kwietnia     | „Furarete BANZAI” (jap. ふられてBANZAI)                    | Masahiko Kondō                       | [ 1 ]  |
| 26 kwietnia     | „Furarete BANZAI” (jap. ふられてBANZAI)                    | Masahiko Kondō                       | [ 1 ]  |
| 3 maja          | „Furarete BANZAI” (jap. ふられてBANZAI)                    | Masahiko Kondō                       | [ 1 ]  |
| 10 maja         | „Nagisa no Balcony” (jap. 渚のバルコニー)                  | Seiko Matsuda                        | [ 1 ]  |
| 17 maja         | „Harajuku Kiss” (jap. 原宿キッス)                          | Toshihiko Tahara                     | [ 1 ]  |
| 24 maja         | „Harajuku Kiss” (jap. 原宿キッス)                          | Toshihiko Tahara                     | [ 1 ]  |
| 31 maja         | „Harajuku Kiss” (jap. 原宿キッス)                          | Toshihiko Tahara                     | [ 1 ]  |
| 7 czerwca       | „Madonna-tachi no Lullaby” (jap. 聖母たちのララバイ)       | Hiromi Iwasaki                       | [ 1 ]  |
| 14 czerwca      | „Madonna-tachi no Lullaby” (jap. 聖母たちのララバイ)       | Hiromi Iwasaki                       | [ 1 ]  |
| 21 czerwca      | „Madonna-tachi no Lullaby” (jap. 聖母たちのララバイ)       | Hiromi Iwasaki                       | [ 1 ]  |
| 28 czerwca      | „Madonna-tachi no Lullaby” (jap. 聖母たちのララバイ)       | Hiromi Iwasaki                       | [ 1 ]  |
| 5 lipca         | „Hyakuman Dollar BABY” (jap. $百萬BABY)                    | Johnny                               | [ 1 ]  |
| 12 lipca        | „Highteen Boogie” (jap. ハイティーン・ブギ)                | Masahiko Kondō                       | [ 1 ]  |
| 19 lipca        | „Highteen Boogie” (jap. ハイティーン・ブギ)                | Masahiko Kondō                       | [ 1 ]  |
| 26 lipca        | „Highteen Boogie” (jap. ハイティーン・ブギ)                | Masahiko Kondō                       | [ 1 ]  |
| 2 sierpnia      | „Highteen Boogie” (jap. ハイティーン・ブギ)                | Masahiko Kondō                       | [ 1 ]  |
| 9 sierpnia      | „Highteen Boogie” (jap. ハイティーン・ブギ)                | Masahiko Kondō                       | [ 1 ]  |
| 16 sierpnia     | „Komugi iro no Mermaid” (jap. 小麦色のマーメイド)          | Seiko Matsuda                        | [ 1 ]  |
| 23 sierpnia     | „Kurayami o buttobase” (jap. 暗闇をぶっとばせ)             | Daisuke Shima                        | [ 1 ]  |
| 30 sierpnia     | „Matsu wa” (jap. 待つわ)                                   | Aming                                | [ 1 ]  |
| 6 września      | „Matsu wa” (jap. 待つわ)                                   | Aming                                | [ 1 ]  |
| 13 września     | „Matsu wa” (jap. 待つわ)                                   | Aming                                | [ 1 ]  |
| 20 września     | „Matsu wa” (jap. 待つわ)                                   | Aming                                | [ 1 ]  |
| 27 września     | „Matsu wa” (jap. 待つわ)                                   | Aming                                | [ 1 ]  |
| 4 października  | „Matsu wa” (jap. 待つわ)                                   | Aming                                | [ 1 ]  |
| 11 października | „Horeta ze! Kanpai” (jap. ホレたぜ!乾杯)                   | Masahiko Kondō                       | [ 1 ]  |
| 18 października | „Horeta ze! Kanpai” (jap. ホレたぜ!乾杯)                   | Masahiko Kondō                       | [ 1 ]  |
| 25 października | „Yūwaku suresure” (jap. 誘惑スレスレ)                      | Toshihiko Tahara                     | [ 1 ]  |
| 1 listopada     | „Yūwaku suresure” (jap. 誘惑スレスレ)                      | Toshihiko Tahara                     | [ 1 ]  |
| 8 listopada     | „Nobara no Etude” (jap. 野ばらのエチュード)                | Seiko Matsuda                        | [ 1 ]  |
| 15 listopada    | „Nobara no Etude” (jap. 野ばらのエチュード)                | Seiko Matsuda                        | [ 1 ]  |
| 22 listopada    | „Nobara no Etude” (jap. 野ばらのエチュード)                | Seiko Matsuda                        | [ 1 ]  |
| 29 listopada    | „Second Love” (jap. セカンド・ラブ)                        | Akina Nakamori                       | [ 1 ]  |
| 6 grudnia       | „Second Love” (jap. セカンド・ラブ)                        | Akina Nakamori                       | [ 1 ]  |
| 13 grudnia      | „Second Love” (jap. セカンド・ラブ)                        | Akina Nakamori                       | [ 1 ]  |
| 20 grudnia      | „3-nen me no uwaki” (jap. 3年目の浮気)                     | Hiroshi & Kibo                       | [ 1 ]  |
| 27 grudnia      | „3-nen me no uwaki” (jap. 3年目の浮気)                     | Hiroshi & Kibo                       | [ 1 ]  |